# Бельскене, Ядвига Стасевна
Ядвига Стасевна Бельскене (род. 1934) — Доярка колхоза имени Антанаса Снечкуса Кедайнского района Литовской ССР, полный кавалер ордена Трудовой Славы (1988).

## Биография
Родилась в 1934 году в Литве (ныне — Литовская Республика). Литовка.
Окончила начальную школу. С 1949 года — колхозница полеводства, доярка колхоза имени Жданова, а с 1965 года — доярка колхоза имени Антанаса Снечкуса Кедайнского района Литовской ССР.
Мастер животноводства 1 класса, в соревновании среди животноводов района постоянно занимала призовые места, широко применяла передовые технологии содержания животных, улучшения их племенных свойств. Добилась надоев от каждой коровы по 4600 килограммов первосортного молока.
Указами Президиума Верховного Совета СССР от 14 февраля 1975 года и от 27 декабря 1976 года награждена орденами Трудовой Славы 3-й и 2-й степеней.
Указом Президиума Верховного Совета СССР от 7 января 1983 года за самоотверженный высокопроизводительный труд, большие успехи, достигнутые во всесоюзном соцсоревновании в ознаменование 60-летия образования СССР, долголетнюю безупречную работу в одном хозяйстве Бельскене Ядвига Стасевна награждена орденом Трудовой Славы 1-й степени. Стала полным кавалером ордена Трудовой Славы (первым в Литовской ССР).
Героиня труда сказала тогда:

— Некоторые молодые люди думают, что есть какие-то волшебные ключи, которыми, как в сказке, можно открыть путь к достижениям. Не устаю им повторять: главный ключ — добросовестный труд. Он был нелёгким, когда доили руками по 18 коров. И сейчас забот хватает, хотя на ферме созданы молочные линии, внедрены хорошие механизмы. Но ведь обслуживаем уже по пятьдесят коров. А надои? Прежде получали по 1500—2000 килограммов молока от каждой коровы и радовались, теперь прицеливаемся на 4000 и больше. Доярки понимают: тут уж не только руками, а и головой надо работать…
Это сказано не для красного словца. В предшествующем году надоили от каждой коровы в среднем по 3886 килограммов, получили на сто гектаров угодий 1106 центнеров молока. Показатели неплохие. Государство повысило закупочные цены на молоко, что позволило увеличить рентабельность фермы почти на треть.

В новом году доярки взвесили свои возможности и взялись за год надоить в среднем от коровы по 4000 килограммов молока.— 
В 1980-х годах продолжала работать в своём колхозе. Являлась наставником молодых животноводов, избиралась членом профкома колхоза.
Сведения о дальнейшей судьбе отсутствуют.

## Награды
Награждена орденами Трудовой Славы 1-й, 2-й, 3-й степеней:
3 ст. 14.02.1975 № 8259
2 ст. 06.03.1981 № 15964
1 ст. 07.07.1986 № 434
- медалями[1].